# Schloss Neugebäude
A Schloss Neugebäude vagy Neugebäude-kastély egyike a II. Miksa császár megbízásából épült manierista váraknak Bécs 11. kerületében, a Simmeringen. A legenda szerint arra a helyre épült, ahol Szulejmán szultán sátorvára állt Bécs első török ostroma alatt.
A 17. századtól egyes részeit lebontották vagy áthelyezték; a kastély és a kertek, amelyeket 1744-től lőszerraktárként is használtak, állaga leromlott. 
1945 után a kastélyt raktári és gyárépületként hasznosították, az 1970-es években történelmi emlékművé nyilvánították, és 2000-ben részben felújították. A főépület jelenleg különféle rendezvények helyszíne. 
Elhanyagolt állapota ellenére a Neugebebäude-kastély az Alpoktól északra fekvő egyik legnagyobb és legfontosabb manierista rezidencia.

## Története

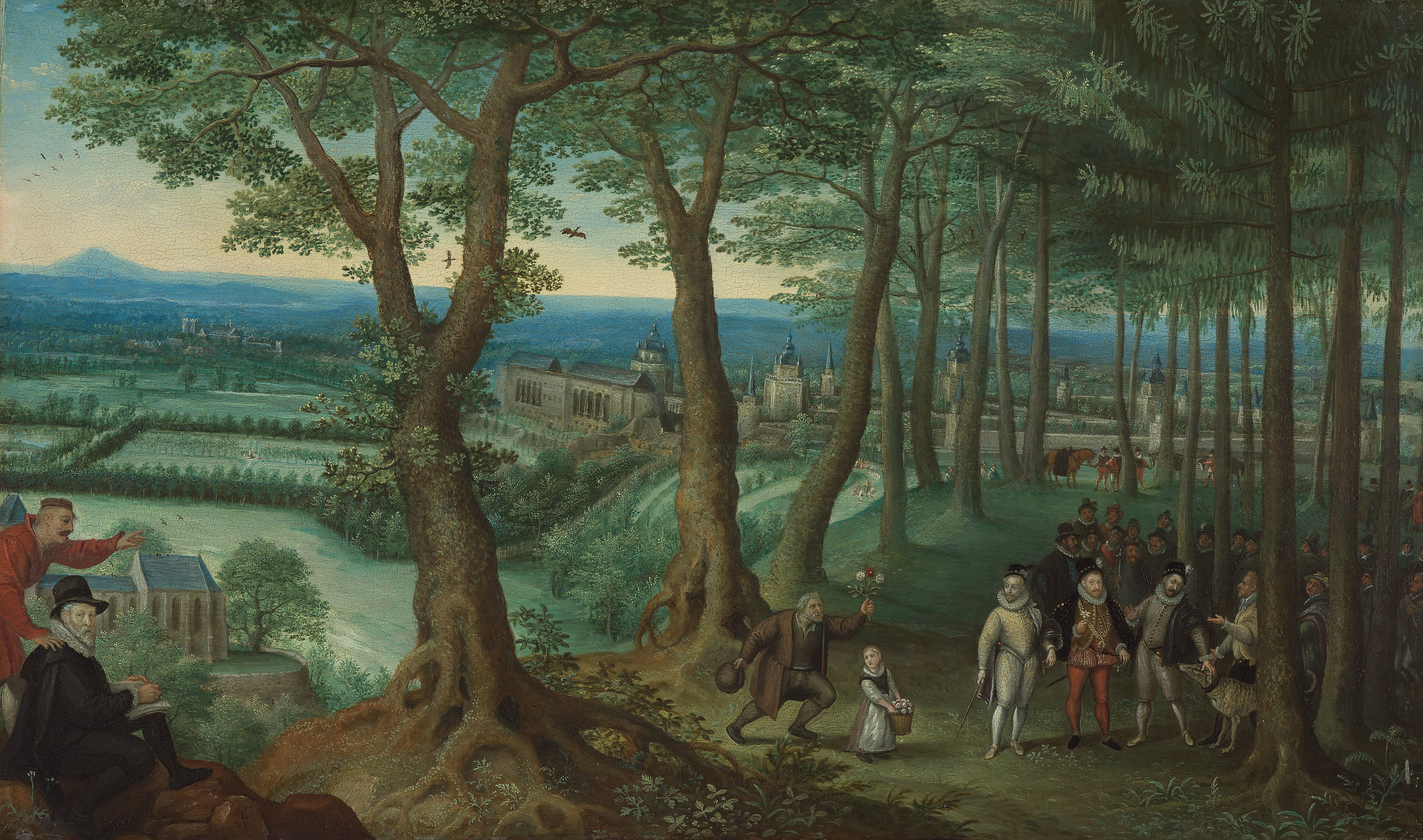
A császár erdei sétaútja, háttérben a Neugebäude-kastéllyal (Lucas van Valckenborch, 1590–92)

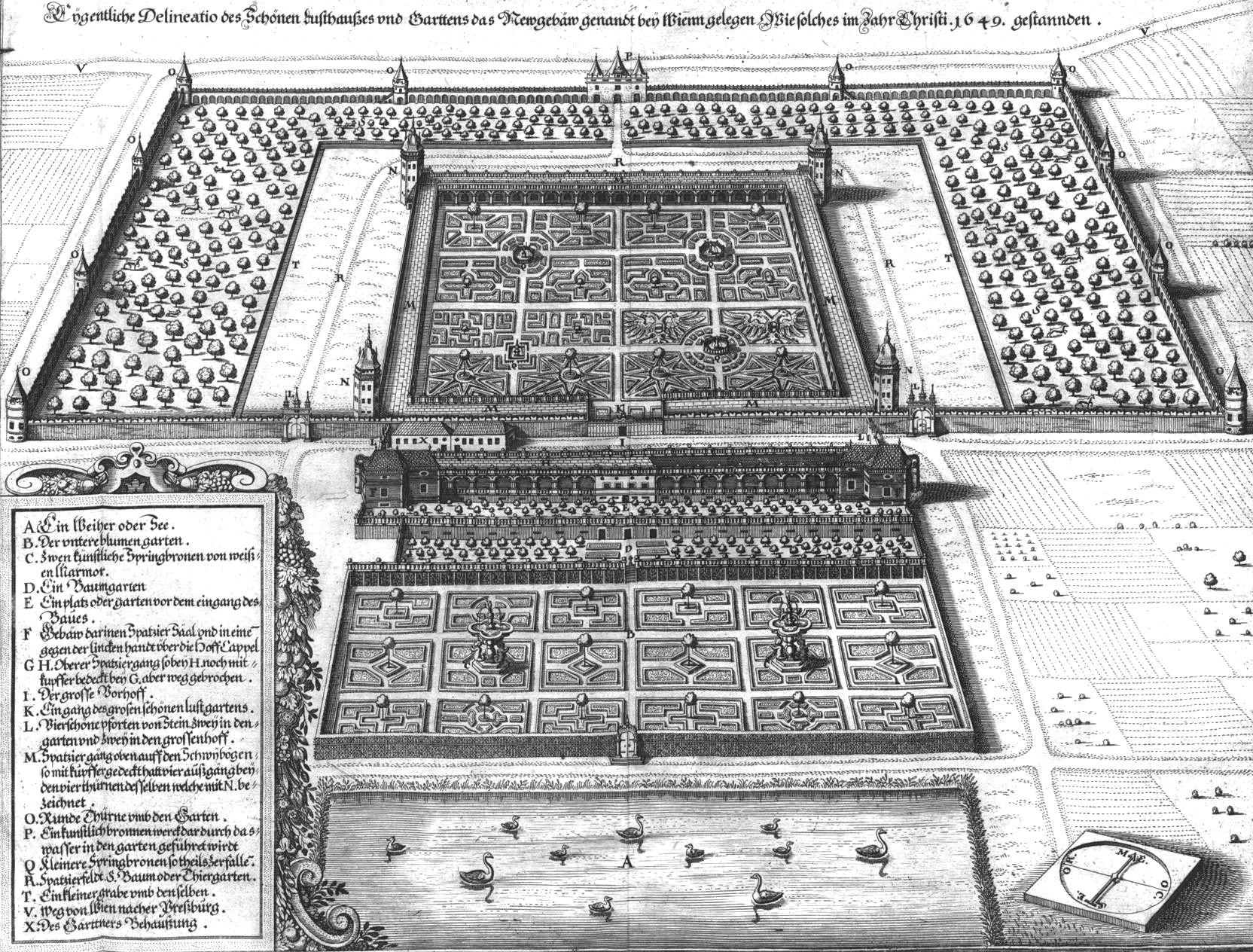
Kilátás északról délre a parkra (Matthäus Merian, 1649)

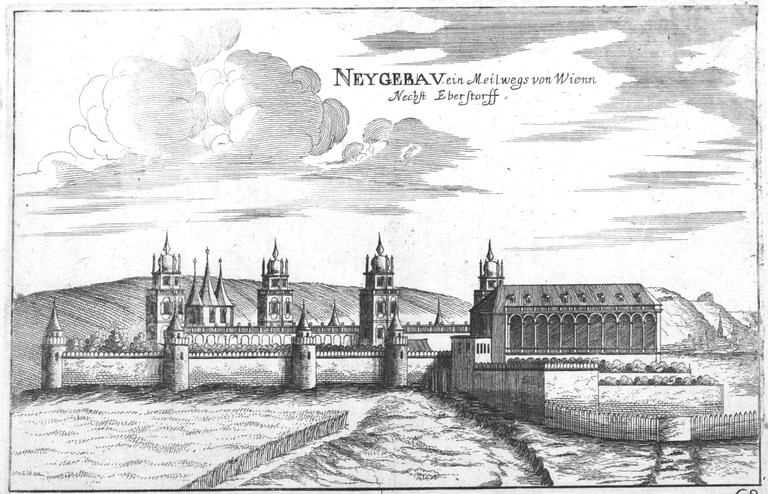
Az „újépület” hibás nézete 1672 körül nyugatra nézve (metszet Georg Matthäus Vischer után)

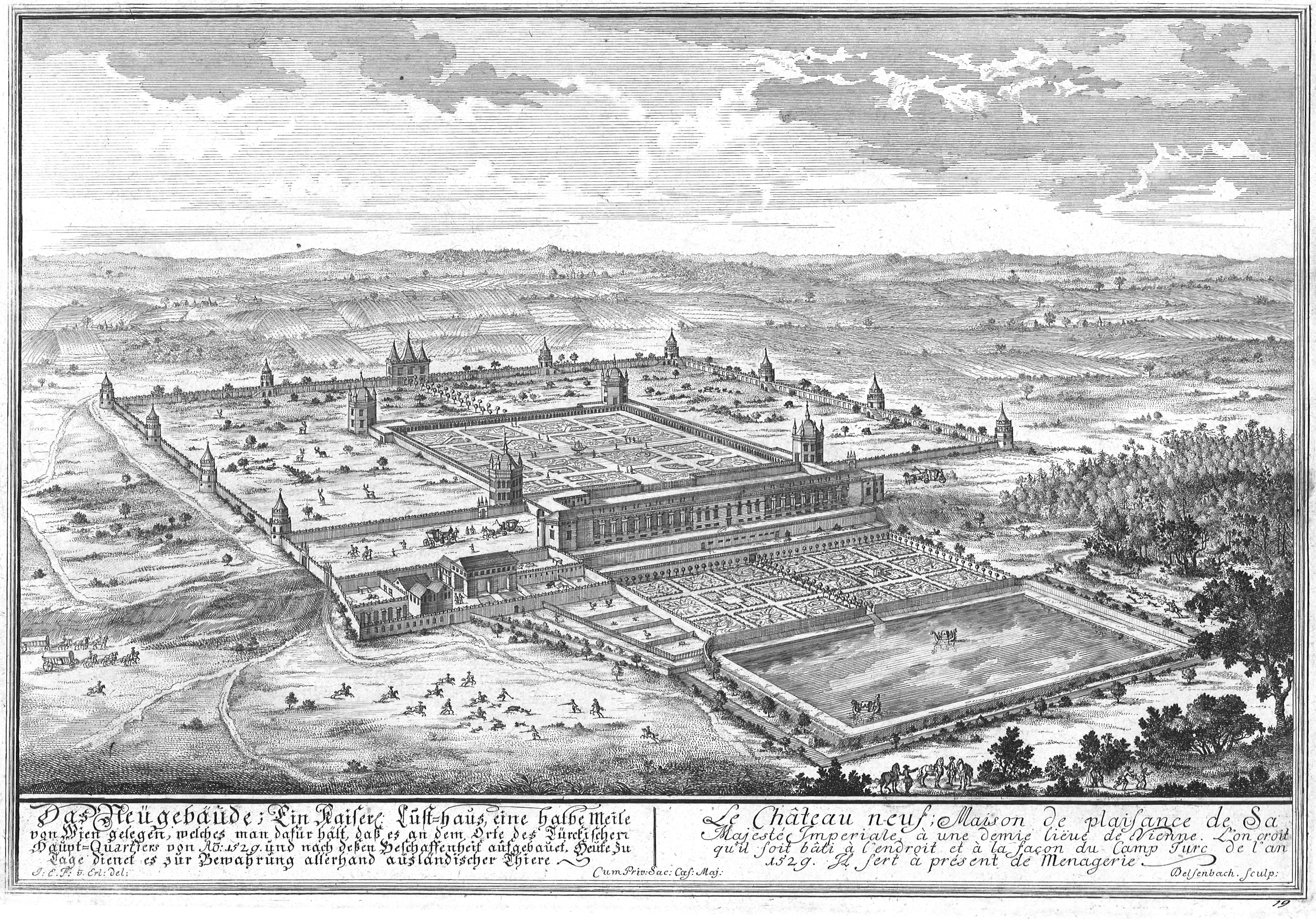
Johann Adam Delsenbach rézmetszete, 1715 (Joseph Emanuel Fischer von Erlach rajza alapján)

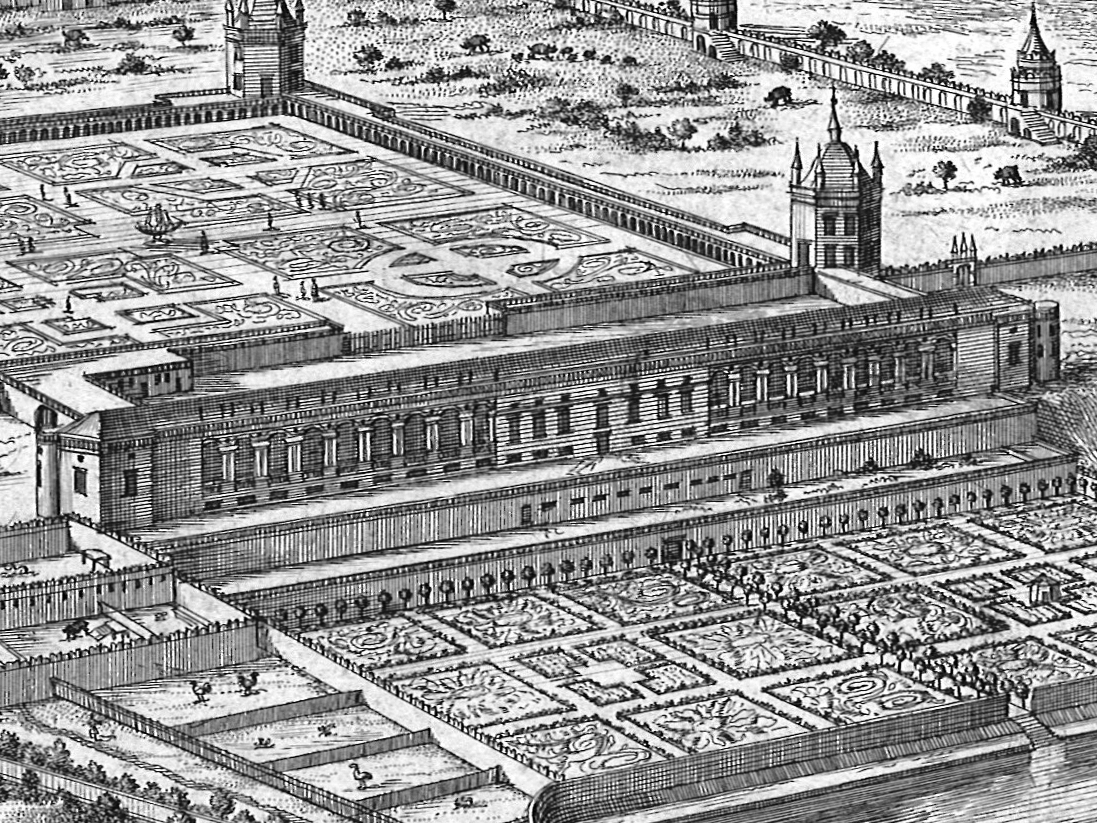
Részlet Delsenbach metszetéről, kilátással a vár északkeleti oldalára

A palotakomplexum Miksa császár kedvenc projektje volt. A kastélyt és kertjét komplex műalkotásnak tekintették. A helyet szándékosan úgy választották meg, hogy növeljék a császár hírnevét, aki ezzel a reprezentatív komplexummal is kifejezte hatalmát. 
A környék császári rezidenciája a Kaiserebersdorf-palota volt, amely megfelelő lakópalota volt, a zöld Lusthaus a Praterben, és a Neugebäude-palota, amely valószínűleg inkább tisztán szórakoztató palota és belvedere volt, azaz kilátó a vadászatok és a fogadások számára. 
A „régi” Kaiserebersdorf-kastéllyal ellentétben az „új épület” elnevezés abból eredeztethető, hogy először 1573 októberében jelent meg „neue Gepews” néven. 
1566. november 1-jén Miksa császár naplójában írta … az embenek olyasvalakire van szüksége, aki ismeri az építészetet … Nagy vágya volt, hogy nyári palotát építsen Simmeringen, Bécs közelében, a fácánkert épületét, az új épületet. Jacopo Strada, a császár építőmestere is a több építész egyike volt. 1569-ben kezdődött a vár építése Pietro Ferrabosco tervei szerint. Az első kőfaragásra a leithabergi új kőbányájában került sor. A mesterek, Bartholomäus Pethan és Antonio Pozzo a nyugati galéria monumentális oszlopain dolgoztak. 1572-ben Hans Bürgert építõmesterként tartották nyilván. Az Udvari Kamara felhívta 1576. április 17-én Trautmannsdorf családot, hogy javíttassa meg a Lajta hídját, hogy a csilléket ne akadályozzák az új épülethez közlekedő kőhordókocsik. 1576. június 13-án Lajtasomorja, Sarasdorf és Wilfleinsdorf önkormányzatait arra utasították, hogy kocsikkal szállítsanak (forspontban) nagy kőtömböket a Leitha-hegység kőbányájából az új fácánkerti építkezéshez. Ha a kocsik túl gyengék lennének, akkor plusz lovakat és ökröket biztosítsanak. Egy másik rendelet értelmében 1576 októberében díj ellenében adták át a császári épületnek kifaragott kőoszlopokat, hogy Őfelségének ne kelljen kirendelnie a munkásokat. Október 12-én felmerült a sürgős igény, hogy az egész folyamatnak, mint a hét vagy nyolc kőkötegeknek (oszloppároknak) már állniuk kell, ellentétben a torlódással. Habár számos művész, kőfaragó és más érintett személy neve ismert, az eredeti építészről semmit sem tudni, ami arra utalhat, hogy a formatervezés nem mástól, mint magától a császártól származott. 
Abban az időben a kamara még nem tudta, hogy a császár ugyanazon a napon meghalt Regensburgban. A létesítmény semmiképpen sem volt teljes, de a munka a vártnál előhaladottabb volt. II. Rudolf császár az apja műve iránti tiszteletből az építkezést folytatta, ám valójában csekély érdeklődéssel. 1579-ben a keleti galéria oszlopait kiszállították a császári kőbányából. 
Ladislaus von Zierotin, a morva nemes 1590 júliusában írta le a gyönyörű épületet, a hosszú belső udvart, amelyet fehér márványból (császári kőből) készített magas oszlopok, angol alabástromból készült szökőkutakkal és rézfedésű tornyokkal, festményekkel és szobrokkal díszítették. A romlás jelei azonban már 1600 körül kezdődtek, a vakolat lepotyogott a galériáktól. 
1665 májusában a régi réz eltávolításra került a bécsi Hofburg számára, … az új kastélyhoz a réz a Neygebauen épülő tornyára került. 1683-ban a kastély megsemmisülés nélkül túlélte a törököket, a kuruc invázió 1704. június 11-én a Rákócz-felkelés alatt viszont komoly károkat okozott, amikor visszavonulásuk közben az épületet felgyújtották, s a császári menagerie-ben a ritka állatok többsége elpusztult. 
Az eredeti épület részei ma Schönbrunnban találhatók. Mária Theresia értékes elemeket vitetett át oda, különösen a Gloriette építéséhez. Úgy gondolják, hogy elsősorban a nagy oszlopokat és a bukraniont újra felhasználták, valamint a két szökőkutat, amelyeket Alexander Colin készített.

### Katonai felhasználása
A puskaport 1744 óta tárolták a Neugebäude-kastélyban, amelyet korábban a város bástyáin tartottak. 1779-től a külső fal tornyaiban raktározták fel. 
1780-ban a földszinten lévő kastélyt újjáépítették, és itt alakult ki puskapor- és salétromgyártás. 
Az 1848-os forradalom idején a korábbi palotát különleges védelemben kellett részesíteni, mivel a hadsereg lőszerraktárait a bécsi térségben tárolták. A kertben lőszerkocsik és fegyverek találtak helyet. 
1869-től a puskapor előállításának és a lőszerek tárolásának befejezését többször megvitatták a közelbe tervezett központi temető miatt. Ennek ellenére a Neugebäude-kastélyt 1918-ig katonai célokra használták.
1922-ben az üzem a bécsi önkormányzat birtokába került. A déli kertben a krematóriumot Clemens Holzmeister tervei szerint átépítették kegyeleti emlékerdővé. 
Egy ideig az épületet különféle ipari vállalatok használták, köztük a Saurer-üzem is. A második világháború alatt a Saurer-Werke a háború céljából gyártott járműveket. Kényszermunkásokat dolgoztattak itt koncentrációs táborokból, így a mauthauseni koncentrációs táborból is. A szövetségesek lebombázták a gyárakat, amelyek háborús üzemként működtek, de a kastély viszonylag sértetlen maradt. 1945-ben a szovjet Vörös Hadsereg felszabadította a túlélõ kényszermunkásokat. 
A műemlékvédelem 1975-ös évében arra törekedtek, hogy újjáépítsék a Neugebåude-kastélyt. Abban az időben Helmut Zilk lendületet adott az egykori csodálatos épület régi tervek szerinti helyreállításának. Két szimpózium zajlott a történelmi emlékek lehetséges felhasználásának és megfelelő megőrzésének kérdésében. 1989-ben vizsgálatot folytattak a Schloss Neugebäude felhasználásáról, ám ezek további következmények nélkül maradtak.

### Napjainkban

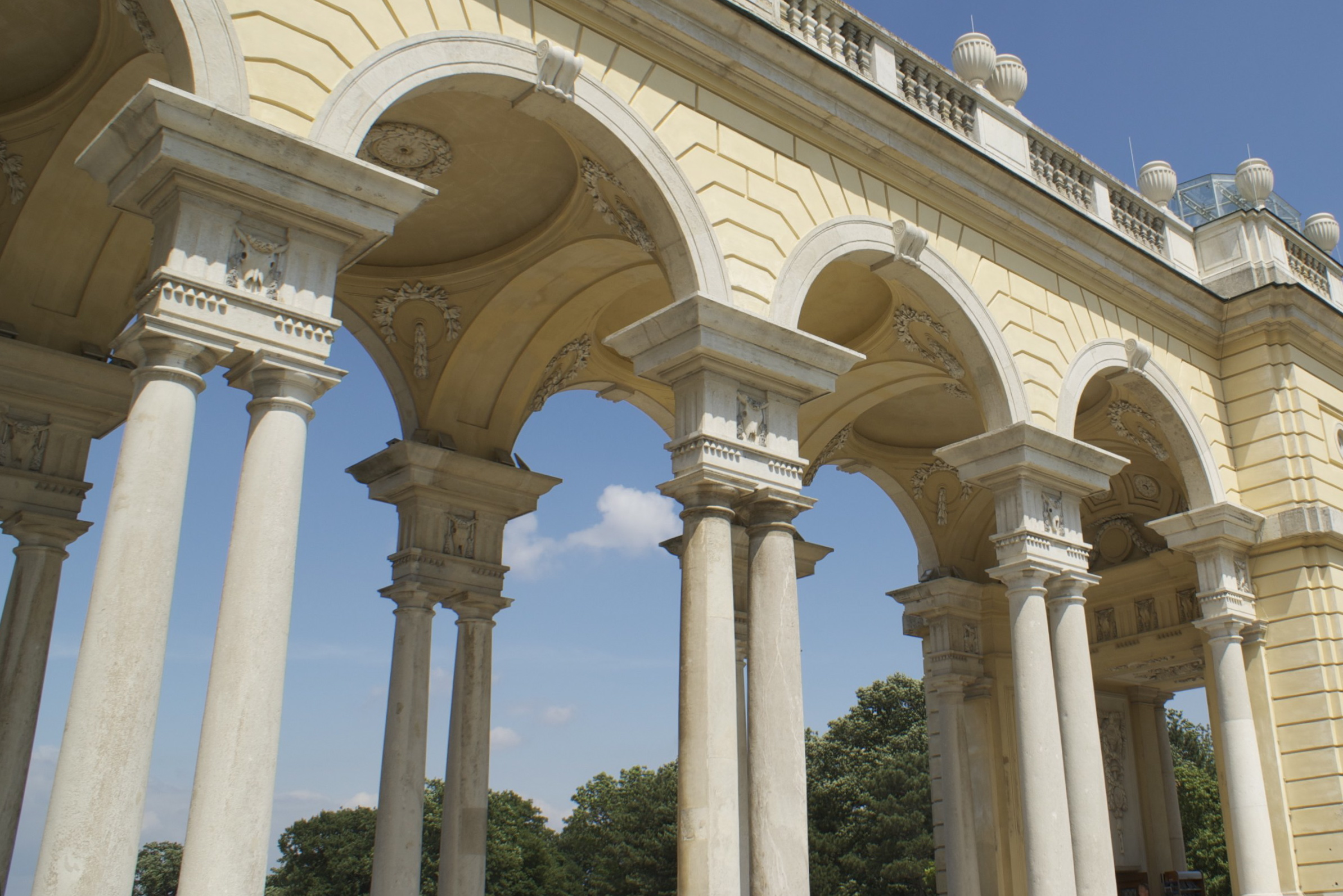
A kastély oszlopai és bukranion oszlopfők Schönbrunn Gloriette-jében újra feltűnnek

Az ezredfordulóra az új épületet látszólag elkerülték az újjáélesztési kísérletek. A teljesen megtisztított és megcsonkult kastélyépületben számos Kaisersteinből származó ajtó- és ablakkeret továbbra is kiváló állapotban van. Egy kerek ablak Steinmetz-karakter A látható. A gazdasági udvarban őrizték meg a császári kőből készült, gyönyörű szegéllyel rendelkező szökőkutat. Az 50 ló istállója belül változatlan maradt, eredeti díszes téglapadlójával. Tizenkét toszkán oszlop, amelyek a császárbanyaii kőből készültek, magas alapokkal, még mindig a három méter magas keresztgerinc boltozatát tartják. 
2001 őszén megalapították a „Neugebäude-kastély megőrzési és újjáélesztési társulását”. Ennek két alapvető célja van: egyrészt a teljes rendszer karbantartása és újjáélesztése, másrészt a jövőbeni felhasználásra vonatkozó javaslatok kidolgozása. 2002 márciusában megtörténtek az első biztonsági intézkedések és a helyszín tisztítása. Májusban az 1945 után hozzátoldott melléképületeket lebontották. A honlapot június végére készítették elő nyári tevékenységekre. Szeptemberben megkezdődött a strukturális biztonsági helyreállítás első szakasza. Szinte egy évvel később, 2003 júniusában befejeződött az első biztonsági mentési munka. 2007 elejére a rendezvények „gyönyörű csarnokát” felújították, és felszerelték a műszaki infrastruktúrát. A tervezésért és a munkákért Manfred Wehdorn építészeti irodája volt a felelős. 
A kastélyt számos különféle rendezvényre használják (nyári mozi, színház, bazárok, kiállítások, koncertek, partik, esküvők és egyéb rendezvények). A várat részben vagy egészben lehet bérelni rendezvényekre. Rendszeres művészettörténeti túrák folynak a kastélyban. 

### Külső felújítása

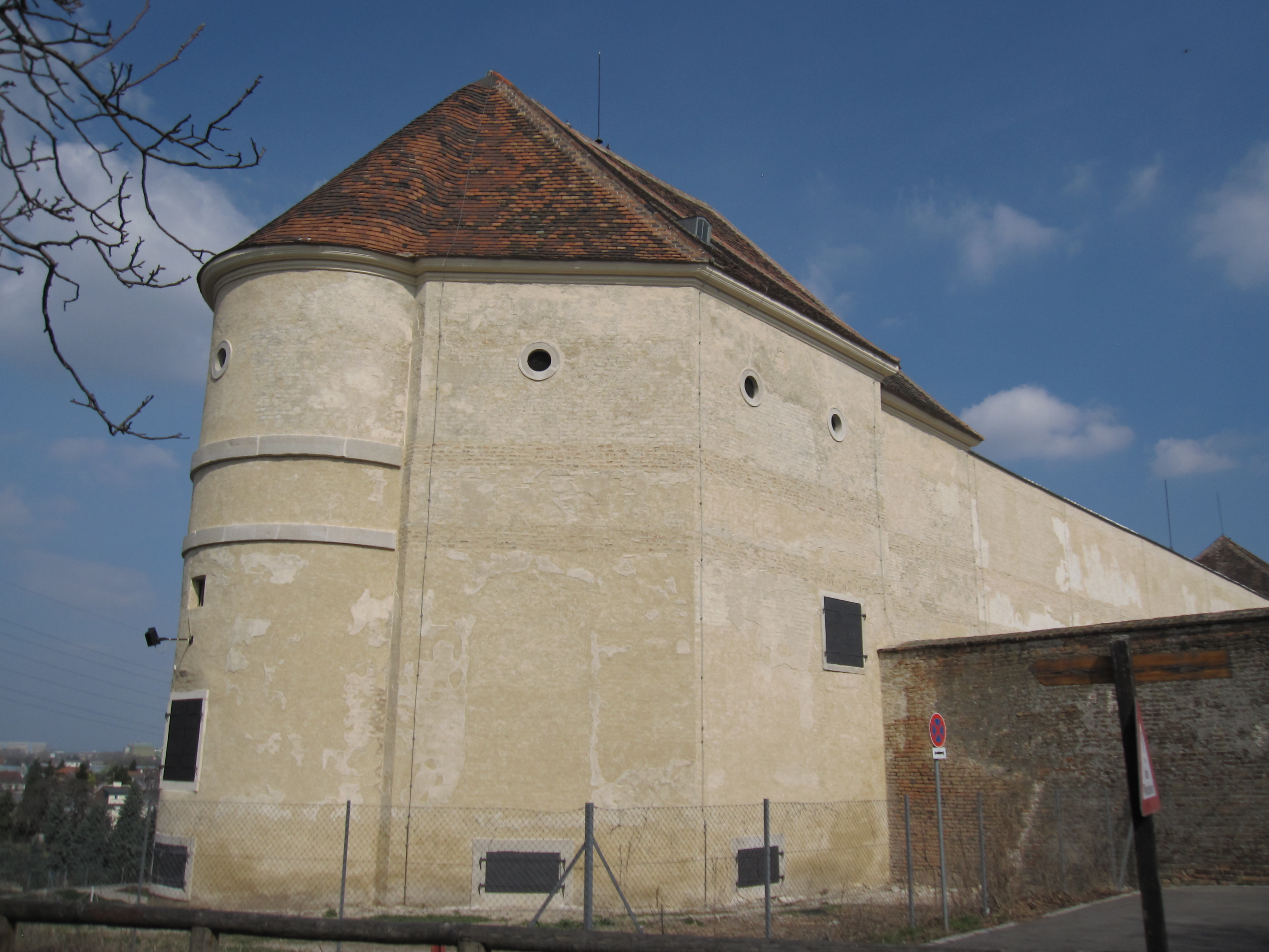
A nyugati torony felújított homlokzata

A helyreállítás célja az eredeti, majd a későbbi vakolási és festési felület óvatos feltárása volt a 16–18. századból, valamint az összes gipsz- és kőfelület megőrzése és helyreállítása a Szövetségi Műemlékek Hivatala irányelveinek megfelelően. Ezenkívül a homlokzat időbeli károsodásait orvosolták, amelyeket elsősorban a szennyezés, erózió, vízkárosodások, rossz javítási munkák és felfagyások okoztak. 
Az ón redőnyökkel ellátott ablakszerkezetek kőfalait már egy korábbi építkezési szakaszban javították, és nem képezték a megújított homlokzati helyreállítás tárgyát. 
A különféle gipszalkotásoknak tisztán felismerhetőeknek kell maradniuk. A 16. és a 18. század között keletkezett felületi egyenetlenségeket megfelelő vakolattömítésekkel bezárták. Az alapanyag önmagában látható maradt, és nem volt szabad semmilyen homogenizáló festékkel bevonni. A 19. és a 20. század tömítéseit óvatosan eltávolították. 
Iránymutatásként szolgáltak a már elvégzett mintaszakaszok és a restaurátor által a külső vakolat restaurálására vonatkozó mintavételi munkákról szóló jelentések. Minden intézkedést és eszközt úgy választottak meg, hogy semmilyen módon ne akadályozzák a későbbi védelmi intézkedéseket az eredeti épületállomány kárára. A nyugati torony, a déli és a keleti homlokzat kivitelezési ideje 2010 közepéig meghosszabbodott. Az építési költségek körülbelül 600 000 eurót tettek ki.

## A kastély
Az „új épület” – művészettörténeti szempontból, mint manierista, azaz a reneszánszból a barokkba való átmeneti időszak – alapvetően hat területből áll: 
- A központi főépület északi terasszal, a fő udvar és az U alakú udvar épület.
- Az úgynevezett Löwenhof körüli alkatrészek, amelyek a labdaházból, a kennelcsarnokból, az istállóból és a melléképületekből állnak, valamint a hozzájuk tartozó fali traktumok
- A felső, déli kert, amelynek falai és tornyai körülölelik a fácánkertet és az úgynevezett virágpartert.
- Az alsó, északi kert a már nem létező falakkal és a tó előtti rész.
- A történelmi tejipari épület, amely ma a közvetlen közelében, a Neugebäudestrasse területén található
- A környező nyitott tér, azaz az egykori ártéri táj, amely manapság nagyrészt eltűnt, mindazonáltal szerves része a teljes „új épület” mint műalkotás hitelességének.

A főépület keskenysége nem teszi lehetővé lakóépületként való felhasználását. A császári udvar állandó jelenlétét kiszolgáló nagyobb konyhahelyiségeket szintén nem találtak. A tájra néző lejtőn, majd a Duna árterületein elhelyezett hely a kastély kilátópontja, vagyis a Belvedere szerepét is szolgálja vadászati kirándulások, ünnepi fogadások és reprezentatív funkciók szempontjából. 

### Galéria

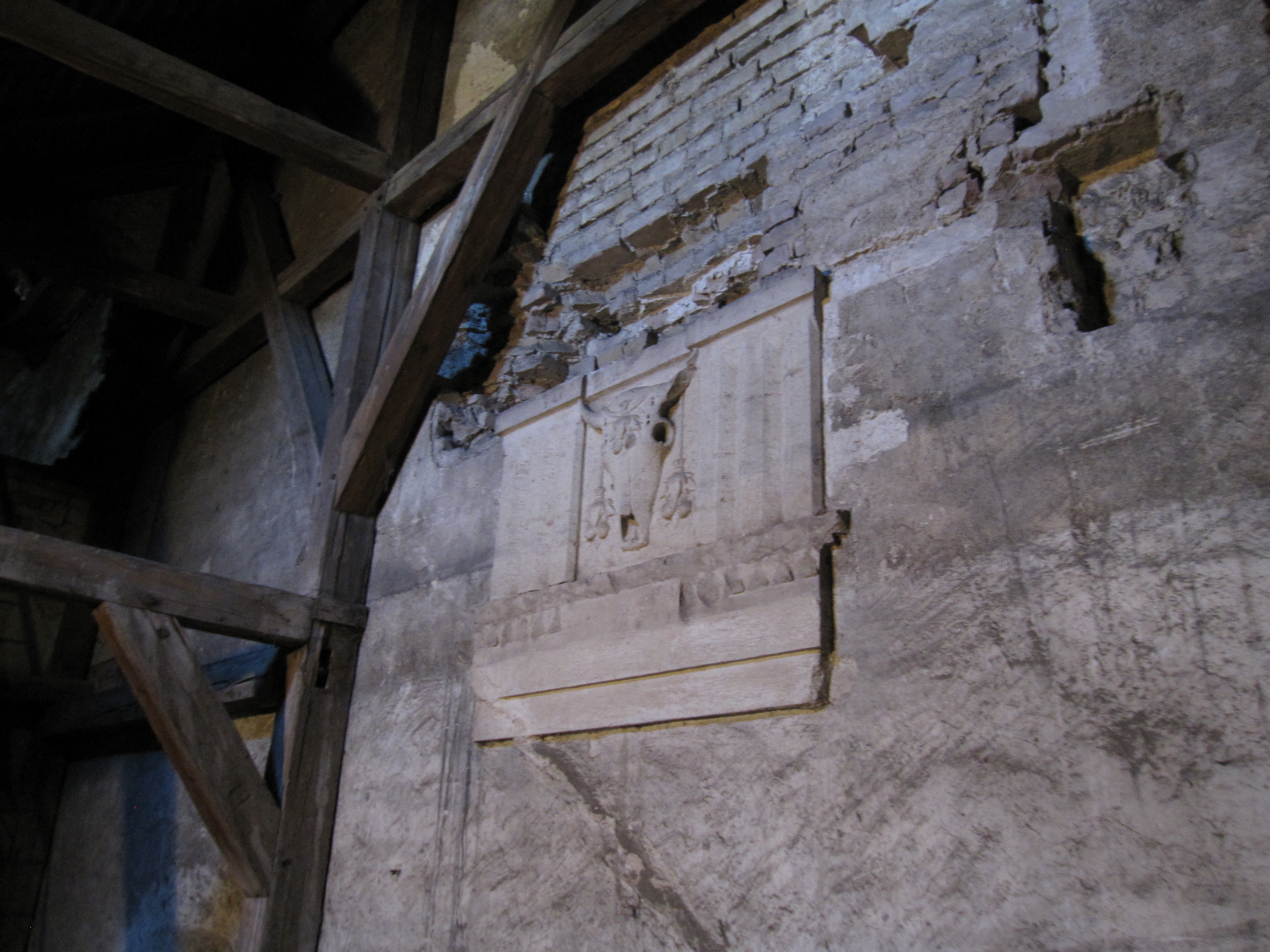
Bukranion az egykori oszloploggián

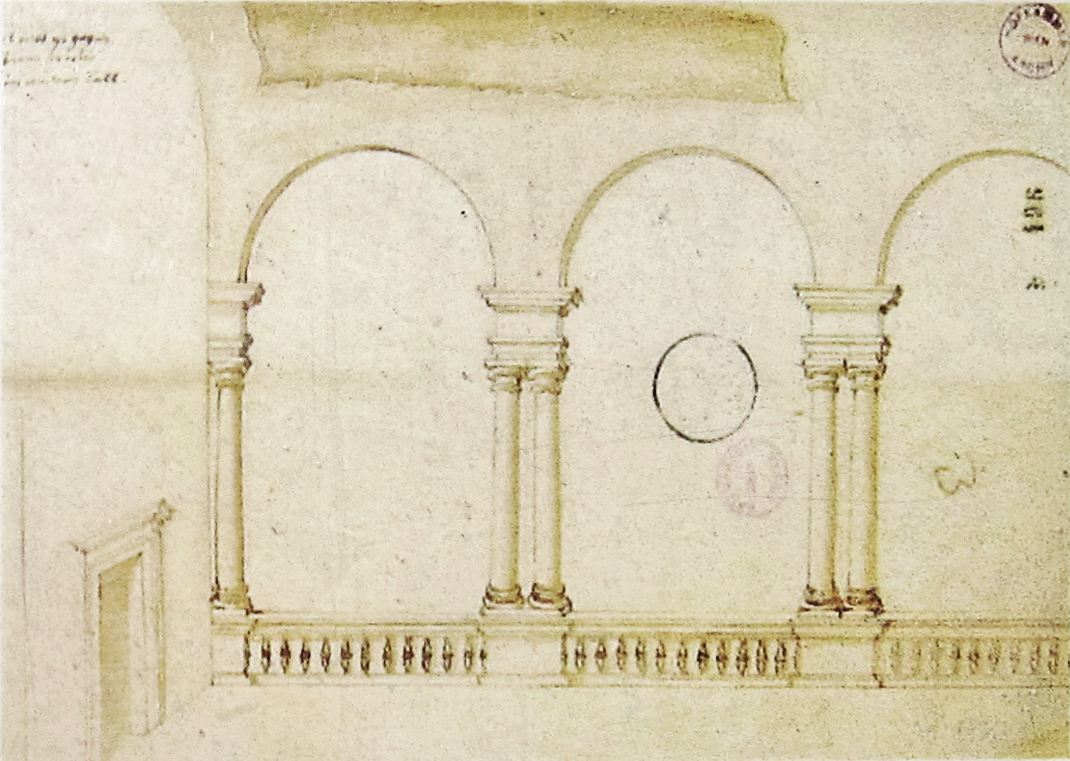
A galéria boltozata helyreállításának megkezdése, Anton de Moys rajza (1600–1601)

A nagy galériák az első emeleten helyezkednek el, a központi rizalittól nyugatra és keletre. Az északi oldalon a nyugati és a keleti galéria nyitott loggiaoszlopsorból állt, egyenként kilenc boltívvel, amelyek nyolc pár magas talapzatú toszkán oszlopon nyugodtak. Közöttük fut egy balusztrádkorlát. A loggiák a középső rizalittól két ajtón keresztül érhetők el. Bukranion (ökörkoponya) motívum is volt a falon, a kerek ívek mögött, a déli oldalon kerek, íves ablaknyílásokkal. A loggiák idővel leomlottak. Anton de Moys építész színes tollrajzokkal rögzítette a részben összeomlott mennyezet állapotát. 
Az oszloploggiákat 1775-ben eltávolították, és az íves árkád északi oldalát egy csökkenő penttető váltotta fel. Az oszlopokat Schönbrunnba vitték, és 1776-ban felhasználták az újonnan épített Gloriette-hez. A bukraniont szintén felhasználták, de az egyik ma is az eredeti helyén van. A tető alatti téglalapú ajtók szintén részben felismerhetők.

### Sétaterem
A galéria nyugati végén van egy hatalmas belmagasságú, téglalap alakú terem, ferde sarkokkal, íves boltozattal és mély falrészekkel. A déli lépcső a kettős héjú boltíves zónához vezet, ahonnan egy átjáró és egy lépcső vezetett az egész főépület körüli fedett sétatérre. Úgy gondolják, hogy eredetileg Bartolomäus Spanger freskója volt a mennyezeten. Előzetes tanulmányként egy tollrajzot őriztek meg a bécsi Albertinában. 

### Barlang

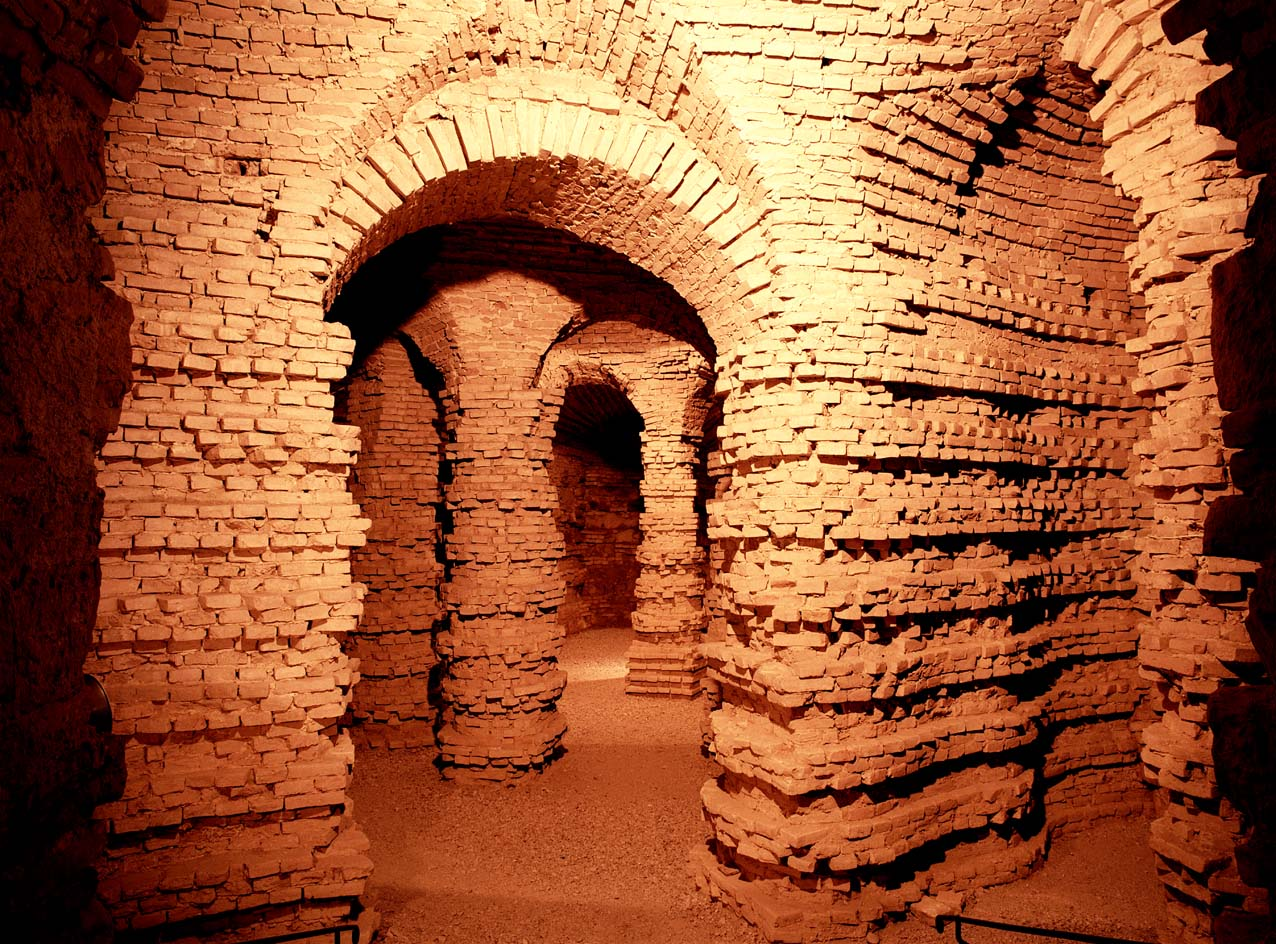
Barlang

A barlang közvetlenül a sétálóterem alatt található, oszlopok, mély fülkék és szándékosan szabálytalan falak középső, szinte kör alakú elrendezéséből áll. Ez a német nyelvterületen a legrégibb fennmaradt barlang. A barlangok (grották) Olaszországban jelentek meg a reneszánsz idején. A kezdetben mindig összekapcsolódtak a kertekkel és a víz jellemzőivel. 1150 körül a firenzei Boboli-kertben található barlangok vagy a müncheni rezidencia Antiquariuma, grotto-udvarával, kb. 1570 körül szolgálhattak volna az új épületben található barlang modelljeként.

### „Gyönyörű termek”

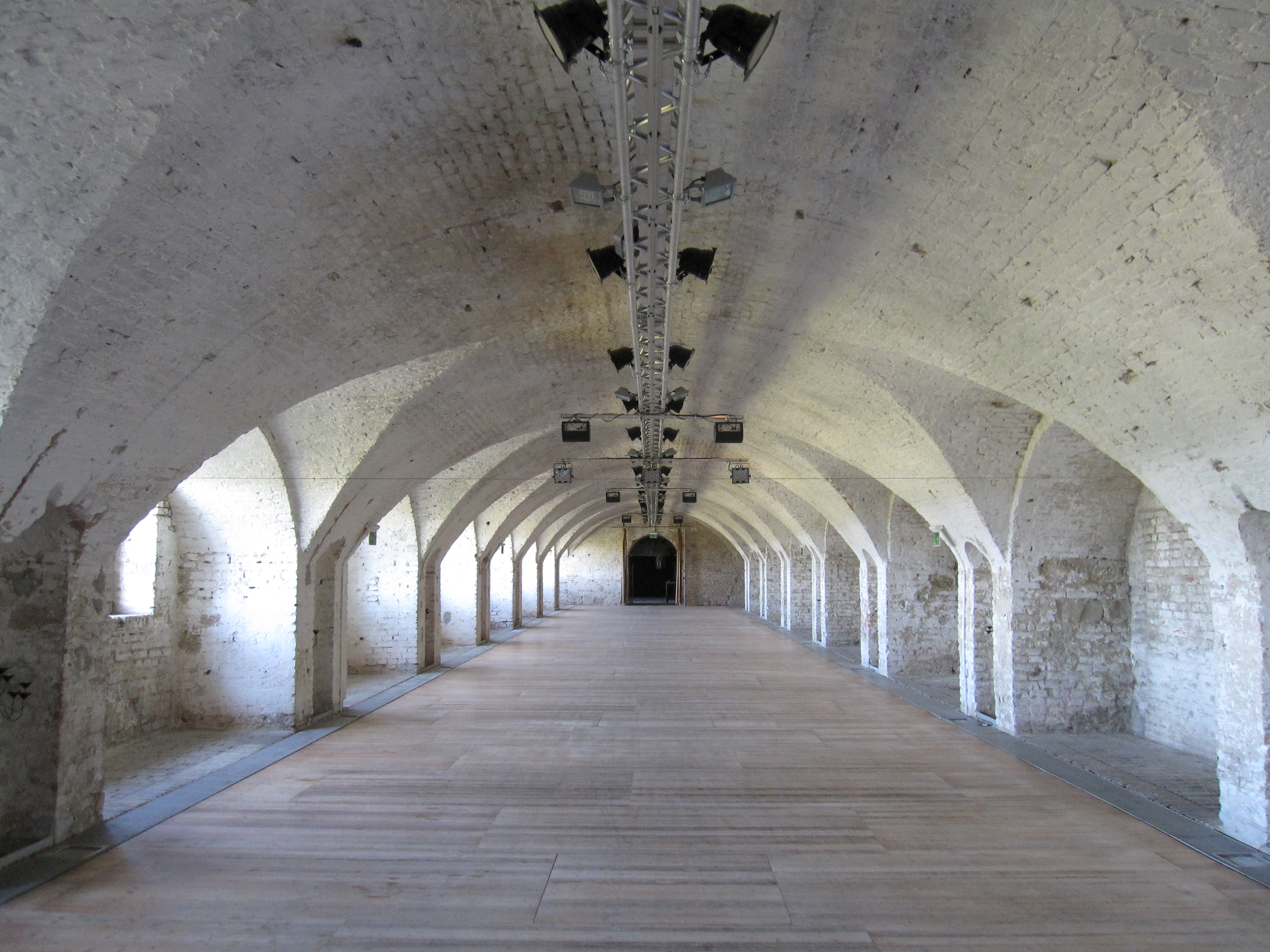
A keleti „gyönyörű terem”

Az úgynevezett „gyönyörű csarnokokat” valószínűleg eredetileg másképp nevezték, idővel kapták jelenlegi nevüket. A központi résztől nyugatra és keletre helyezkednek el a galériák, az egykori pillérloggiák alatt. A két csarnok préselt boltívei masszív faloszlopokon támaszkodnak. Az íves réseket szobrokkal, a mennyezetet pedig festéssel és díszítéssel láthatták el. A két csarnok eredeti funkciója nem ismert, de méretükből következik, hogy fogadások lebonyolítására szánták őket. Az 1570-től müncheni rezidenciában található antikvarázs fogalmat nyújt arról, hogy a csarnokok hogyan néznének ki, ha befejezték volna őket. 

### Jégpince
A keleti galéria végén van egy helyiség, amelyet a régebbi irodalomban jégpincének vagy tárolóhelynek hívnak. Tényleges tervezett felhasználása ismeretlen. A szoba keleti fekvésű, s egy kis, kör alakú torony-ablakfülke felé nyílik. Az eredeti padlószint körülbelül 1,5 méterrel mélyebben volt, mint manapság. Egy összekötő járat feltehetően az északi fal réséből vezetett innen a Löwenhofba.

## Oroszlános udvar

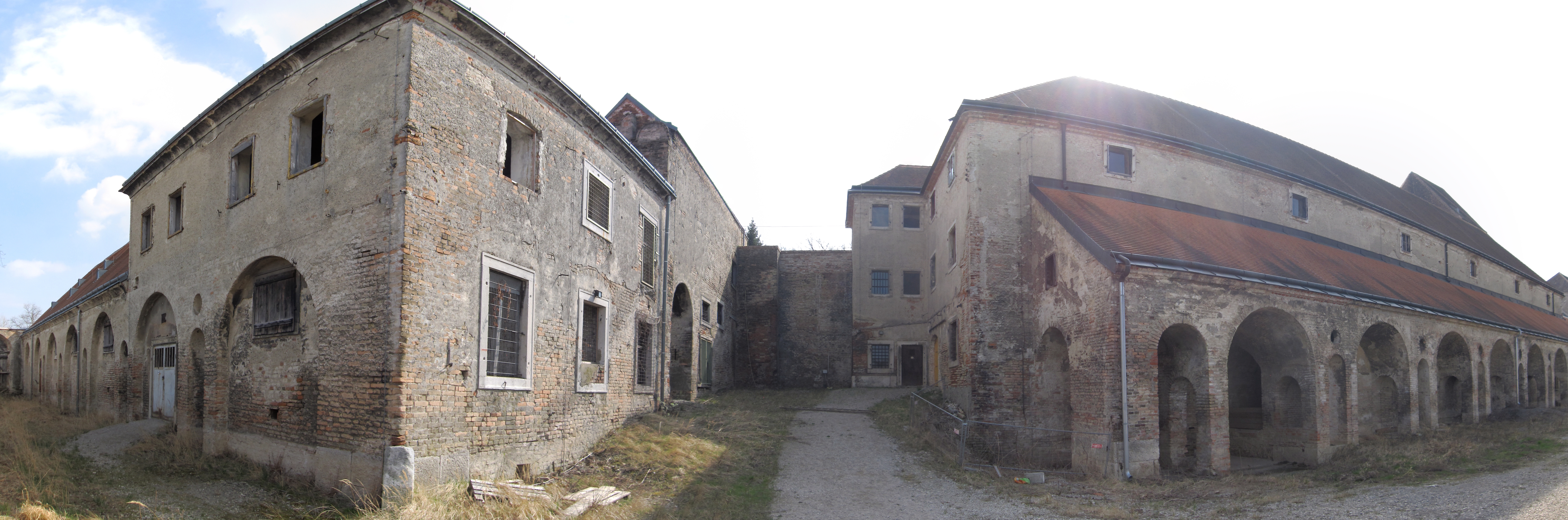
A kastély oroszlános udvara (középen), a lóistálló (balra), halhűtő (jobbra elöl) és labdaház (jobbra hátul)

A Löwenhof a főépület északi oldalán helyezkedik el, és akkor valószínűleg egy, a jégpincével összekötő járattal elérhető volt. Az eredetileg nyitott udvar területét falmaradványok jelzik, amelyek kezdetben csak keretezték a nyitott tereket, és csak később váltak az épületek részévé. Ez a folyamat hasonló volt a labdaházban és a lóistállóban is. 
A „Löwenhof” név csak a 17. században jelent meg, amikor bizonyosan tartottak itt nagymacskákat, s ahonnan valószínűleg az oroszlánmenyasszony legendája származott. 
Az úgynevezett „új építőipari motívum” a Löwenhof egész területére jellemző, váltakozó szélesebb és keskenyebb ívek sorozatával, amelyek megtalálhatók a lóistálló, a kennelfolyosó és az udvar fala belső oldalán, s az ókori római diadalívek sorozatára emlékeztetnek, mint amilyen a Constantinus diadalíve a 4. századi Rómából. 

## Lóistálló

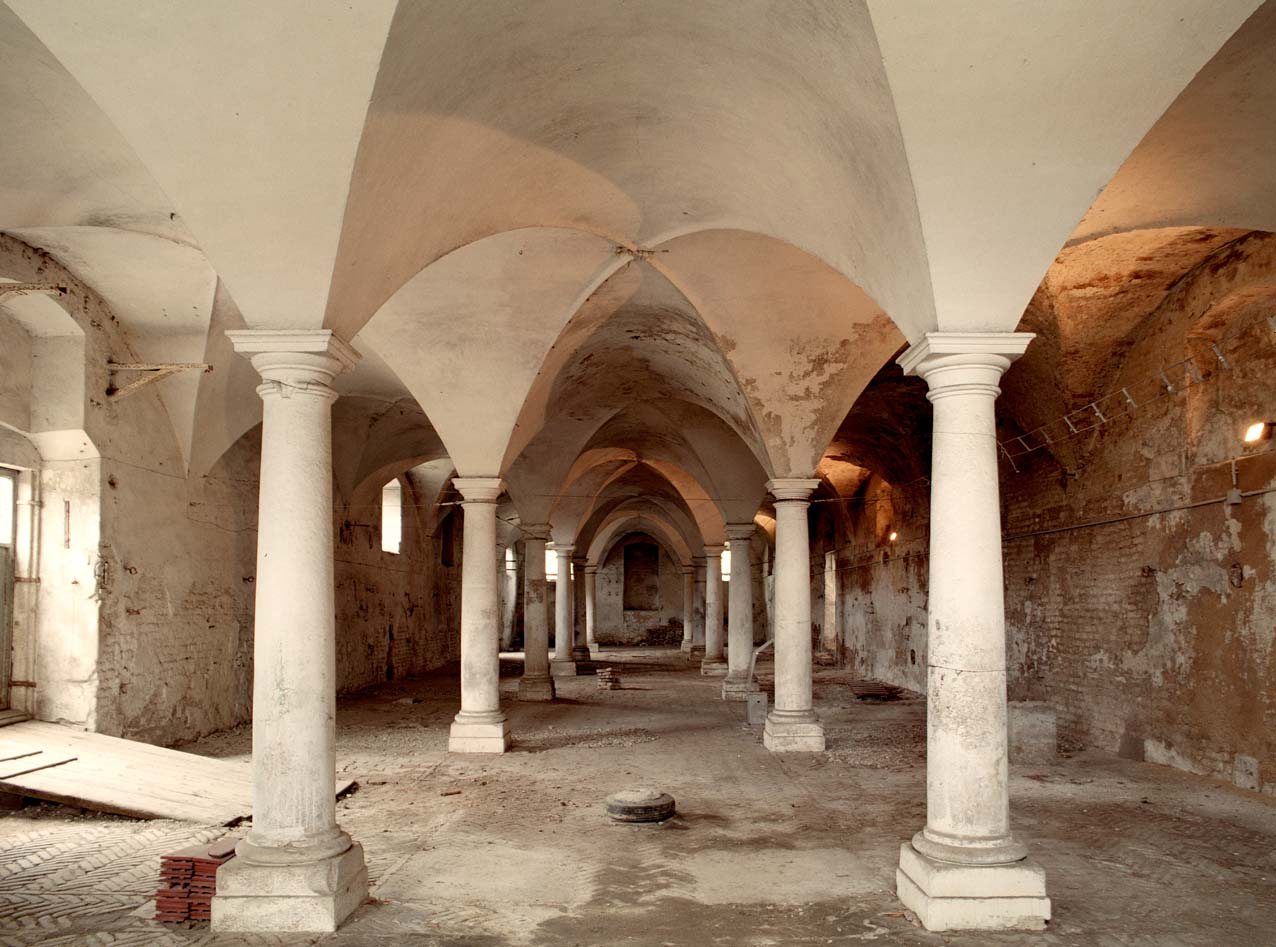
A lóistálló belső képe (2005)

A lóistálló a Löwenhoftól keletre található. Ez egy téglalap alakú épület, amelynek kívülről árkádos szerkezete van, és háromszintes előcsarnoka boltozatos mennyezettel és toszkán oszlopokkal. Az oszlopok csak a 17. közepén kerültek oda. Eredetileg nagy, világos ablakok voltak a déli falon, ami annak tudható be, hogy a helyiséget narancsligetként használták, az üvegház korai példájaként. Másrészről, a lóistálló elegáns kialakítása az olyan csodálatos barokk istállókra hasonlít, amelyek például a Bécs közeli Alsó Belvederében vannak. 

## Labdaház

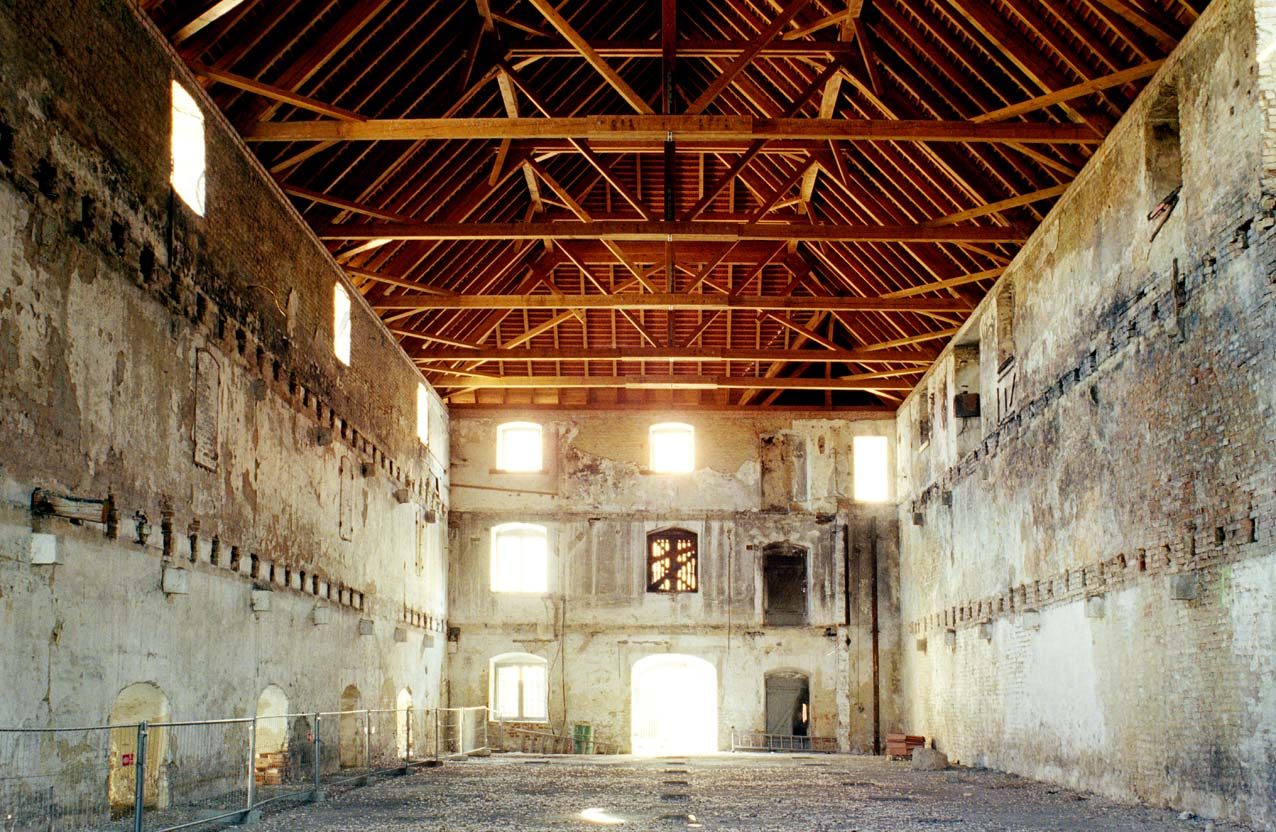
A labdaház belseje (2005)

A nagy labdaház a Löwenhoftól keletre található. Itt egyfajta korai teniszjátékot játszottak. Két emelet került bele a palotakomplexum katonai célú átalakítása során. Amikor a labdaház 1993-ban kigyulladt, ezeket a födémeket eltávolították, és a tetőt felújították.

## Halhűtő
A „halhűtő” korábban az étkezésre szánt halak tenyésztésére szolgáló öt akváriumból állt, majd később vadállatok tartására használták. A medencék mindegyike a kennel két árkádját tartalmazta, amelyek között az édesvízellátás csatornái futottak. Egyértelmű a hasonlóság a római Villa Madama peschierájával, amely 1516-ban készült. Az ott található építmény egy íves bélésfalból áll, előtte vízgyűjtővel.

## Kert

### Felső kert
A déli kertet négy parcellára osztották, amelyeket négy hatszögletű saroktoronnyal ellátott galéria vett körül. A komplexum Bécs török ostroma idején épült, és az iszlám művészet elemeit tartalmazza. A források szerint a kert mesebeli táj volt, közepén labirintussal, szökőkutakkal, tavakkal, grottékkal és pergolákkal. A Feuerhalle Simmering (krematórium) 1922-es megépítésével és az egykori kertnek urnaligetként történő felhasználása miatt a kert eredeti megjelenésében és működésében történő helyreállítása bonyolult lesz.

### Alsó kert

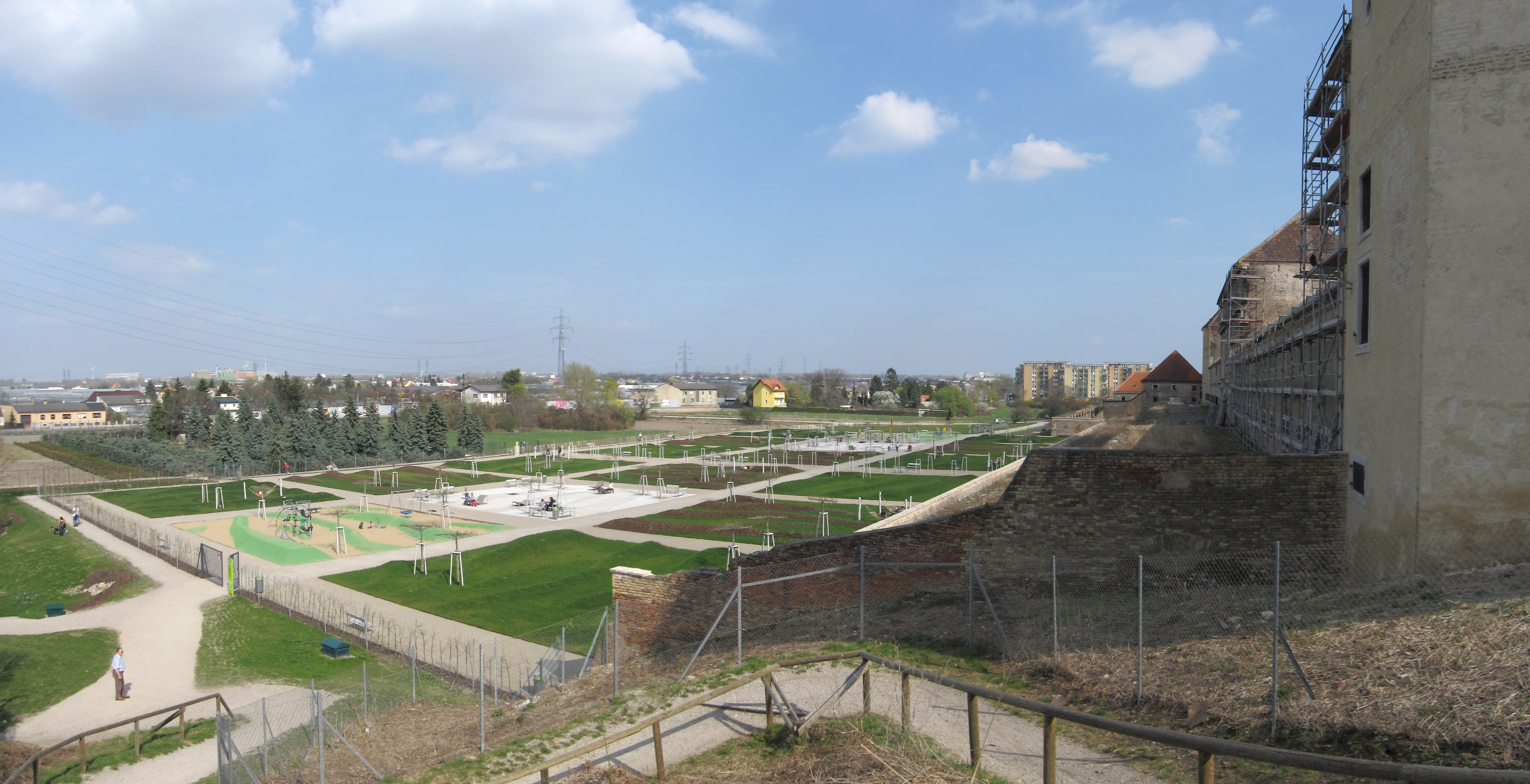
Az alsó kert, amelyet 2010-ben alakítottak át

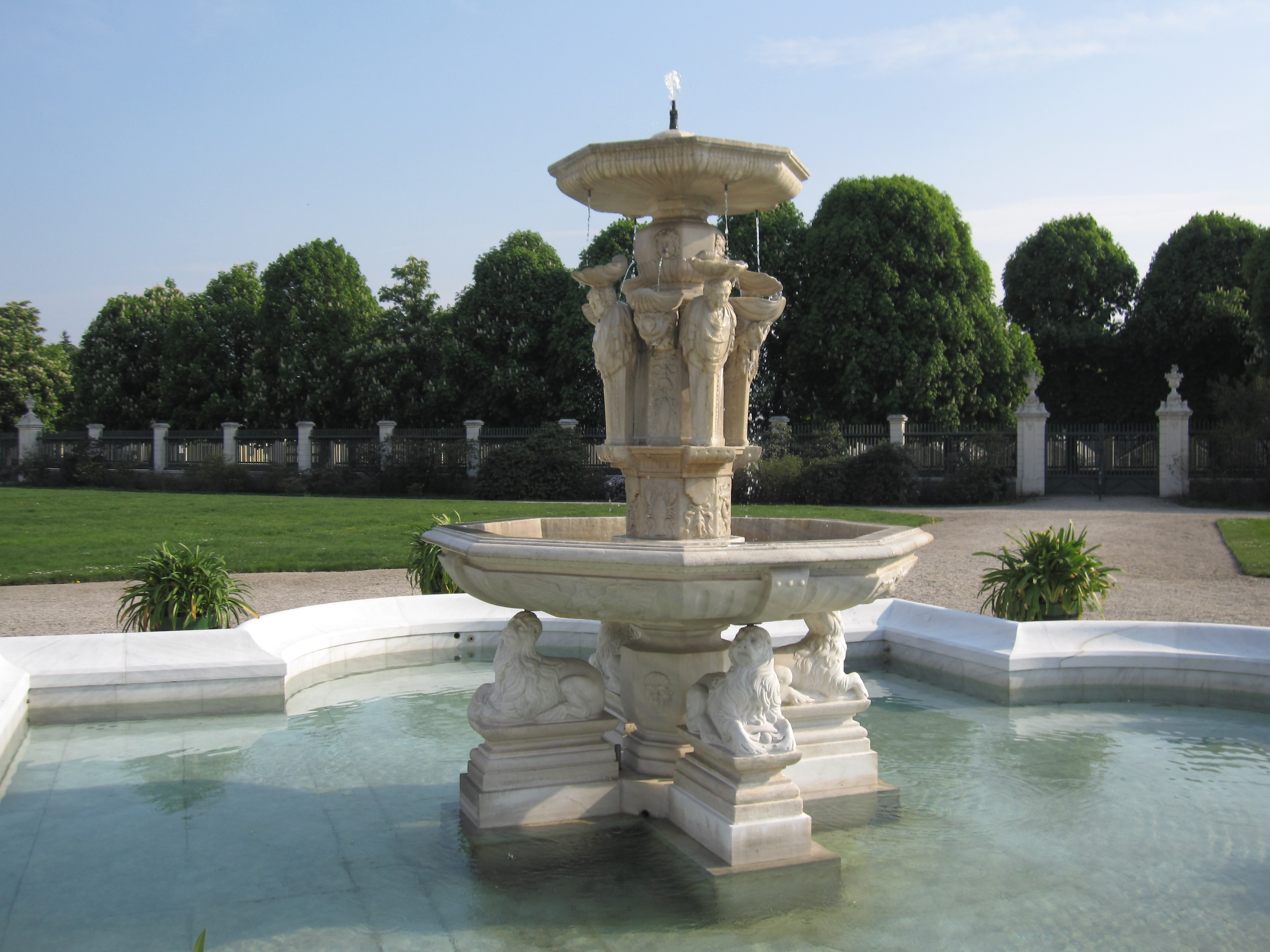
Az egyik Alexander Colin-szökőkút, ma a schönbrunni Orangerie-ben

Az északi alsó kert 12 500 m² nagyságú, és utakkal 18 db 21x21 méteres négyzetalakú kertre van osztva. A két középső mező közepén Alexander Colin két szökőkútja állt. A kertmezőket a reneszánszra jellemző geometriai mintákkal alakították ki. A mezők pázsitelemeit téglalap alakú, négyzet alakú, köralakú és keresztmintákra osztották. A kertet a kastély épületéből a legalacsonyabb teraszon, vagy kívülről a kerti kapukon keresztül lehetett elérni. A tó a kerttől északra terült el. A Gloriette körül védő és körülhatároló fal futott. A kert tengelyeit valószínűleg fák jelezték. 
1573–1579 között a híres botanikus, Carolus Clusius Bécsben a császár kertészeti igazgatójává vált. Azt állítják, hogy a tulipánt és a gesztenyét, valamint a perzsa orgonát Konstantinápolyon keresztül hozta Bécsbe. A Neugebäude-palota kertje valószínűleg Európában az egyik elsőként mutatta be ezeket a virágokat.

## Fordítás
Ez a szócikk részben vagy egészben  a   Schloss Neugebäude című német Wikipédia-szócikk ezen változatának fordításán alapul.  Az eredeti cikk szerkesztőit annak laptörténete sorolja fel. Ez a jelzés csupán a megfogalmazás eredetét és a szerzői jogokat jelzi, nem szolgál a cikkben szereplő információk forrásmegjelöléseként.